# Ístron (Lassíthi)
Ístron (en grec moderne : Ίστρον), ou Ístro (Ίστρο), est un village qui fait partie de la communauté de Kaló Chorió du dème d'Ágios Nikólaos, dans le district régional de Lassithi, en Crète, en Grèce. Selon le recensement de 2011, la population d'Ístron compte 665 habitants. Le village est fondé à la suite de la création de l'axe routier nord de la Crète. Il est situé à 8 km d'Ágios Nikólaos.
Au nord-ouest du village se situent les vestiges archéologiques de Priniátikos Pýrgos (en), identifiés comme étant ceux de la cité antique d'Istron (en).

## Source de la traduction
- (el) Cet article est partiellement ou en totalité issu de l’article de Wikipédia en grec moderne intitulé « Ίστρον Λασιθίου » (voir la liste des auteurs).